# Storchodon
Storchodon — викопний рід морганукодонтових ссавцеподібних пізньої юри (кіммеридж) Німеччини. Його єдиним видом є Storchodon cingulatus, який відомий виключно за одним верхнім моляром, знайденим у формації Зюнтель у Нижній Саксонії.

## Етимологія
Родова назва Storchodon вшановує німецького палеонтолога Герхарда Шторха, тоді як видовий епітет cingulatus є посиланням на виразний cingulum моляра.